# کوالوود (ویرجینیای غربی)
کوالوود (به انگلیسی: Coalwood) یک منطقهٔ مسکونی در ایالات متحده آمریکا است که در شهرستان مک‌داول، ویرجینیای غربی واقع شده‌است. کوالوود ۹۰۰ نفر جمعیت دارد و ۴۴۲ متر بالاتر از سطح دریا واقع شده‌است.